# Werner Lohrer
 (février 2018).
Si vous disposez d'ouvrages ou d'articles de référence ou si vous connaissez des sites web de qualité traitant du thème abordé ici, merci de compléter l'article en donnant les références utiles à sa vérifiabilité et en les liant à la section « Notes et références ».
Werner Lohrer (née le 4 mars 1917 à Arosa, mort en 1991 dans la même ville) est un joueur professionnel suisse de hockey sur glace.

## Carrière
Werner Lohrer apprend le hockey avec ses frères Heini et Karl au sein du HC Arosa. Avec ce dernier, il joue pendant la saison 1933-1934 dans l'équipe élite. Alors qu'il est d'abord attaquant au début de sa carrière, il est ensuite après son retour en 1942 à Arosa en défense. Pendant la saison 1944-1945, il est joueur-entraîneur et plus tard capitaine. Il joue avec Hans-Martin Trepp, Gebi et Ulrich Poltera.
En tant que défenseur, Lohrer joue plusieurs matches dans l'équipe de Suisse. Il joue encore avec les mêmes joueurs d'Arosa dont son frère et appartient en 1948 à l'équipe suisse qui réussit à Bâle la première victoire d'une équipe européenne contre le Canada (8-5). Il participe aux Jeux olympiques de 1948, où la Suisse à domicile prend la médaille de bronze. En plus des frères Lohrer, trois autres frères des Grisons jouent dans cette équipe : les frères Poltera, Cattini et Dürst.
Avec le HC Arosa, Werner Lohrer est trois fois champion de Suisse entre 1951 et 1953, avant d'arrêter le hockey sur glace en 1953. De temps en temps il est dans les années suivantes arbitre dans des matchs amicaux. Dans son temps libre, il se consacre au curling.